# Krist Novoselic
Krist Anthony Novoselic (Compton, 16 mei 1965) is een Amerikaans muzikant. Hij is vooral bekend als de bassist van de grungeband Nirvana. Tevens speelde hij accordeon, wat hij ook liet horen tijdens Nirvana's optreden bij MTV Unplugged.

## Levensloop
Zijn ouders, Krist en Maria Novoselić, waren vanuit Kroatië geïmmigreerd, en Krist jr. heeft ook een tijdje bij familieleden in Kroatië gewoond.

### Na Nirvana
Na de dood van Kurt Cobain in 1994, startte Novoselic de band Sweet 75.
Samen met Jello Biafra van de Dead Kennedys en de voormalige gitarist van Soundgarden, Kim Thayil, speelde hij in de band The No WTO Combo. Deze band bleef heel kort bij elkaar, van 26 november tot 1 december 1999.
Eyes Adrift werd in 2002 opgericht. Er werd net als bij Sweet 75 maar één album gemaakt en de band stopte in 2003 toen het album een commerciële flop werd. 
In november 2006 werd bekendgemaakt dat Novoselic de basgitaar weer op zou pakken om voor de invloedrijke punkband Flipper te gaan spelen, waar hij Bruno DeSmartas verving voor een tour door het Verenigd Koninkrijk en Ierland. Hij werd voltijds lid van de band en werkte mee aan hun nieuwe album. Op 22 september 2008 kondigde Novoselic zijn vertrek aan uit de band, als gevolg van huiselijke verplichtingen. Als gevolg daarvan annuleerde de band het restant van de tour. Rachel Thoele werd vervolgens de vervanger van Novoselic.
Op het album Wasting Light van de Foo Fighters uit 2011 heeft Novoselic het nummer "I Should Have Known" meegespeeld. Dit werd pas bij het verschijnen van het album bekendgemaakt.
In 2022 verschijnt 3rd Secret, een album van de gelijknamige band waarin naast Novoselic ook Soundgarden-gitarist Kim Thayil en drummer Matt Cameron van Pearl Jam participeren.
- Bibsys: 5099381
- Bibliothèque nationale de France: cb170241401 (data)
- Gemeinsame Normdatei: 131831852
- International Standard Name Identifier: 0000 0003 8241 2510
- Library of Congress Control Number: no2004101889
- MusicBrainz: ac05e29f-0561-4445-bb26-5562d2389531
- Nationale Bibliotheek van Tsjechië: ola2002151818
- Nationale bibliotheek van Australië: 36042138
- Nederlandse Thesaurus van Auteursnamen: 118768522
- Système universitaire de documentation: 261024361
- Trove: 1198367
- Virtual International Authority File: 264931680
- WorldCat: E39PBJhGWPftVjBGWJm49crcyd